# Georges Delerue
Georges Henri Jean-Baptiste Delerue (Roubaix, França, 12 de março de 1925 — Los Angeles, EUA, 20 de março de 1992), conhecido como Georges Delerue, foi um compositor francês de trilhas sonoras para filmes.  Produziu mais de 350 composições para cinema e televisão ao longo de sua carreira. Foi cinco vezes indicado ao Oscar, sendo vencedor em 1979 pela trilha sonora de A Little Romance, filme de George Roy Hill, com Lawrence Olivier e Diane Lane. Foi sete vezes indicado ao César, o maior prêmio do cinema francês, tendo vencido em três ocasiões: em 1979 pelo filme Preparem os lenços (Préparez vos Mouchoirs), de Bertrand Blier; em 1980 pelo filme O amor em fuga (L´amour en Fuite) e em 1981, pelo filme O último metrô (Le Dernier Metro), ambos dirigidos por François Truffaut.
Se tornou popularmente conhecido quando, em 1963, compôs a trilha sonora do filme O desprezo (Le Mépris), em que a atriz Brigitte Bardot foi dirigida por Jean-Luc Godard. Em 1965 voltou a trabalhar com Brigitte Bardot, dessa vez no filme Maria, Maria, dirigido por Louis Malle. 
Foi o responsável por trilhas sonoras de filmes importantes como O homem que não vendeu sua alma (A Man for All Seasons), de Fred Zinneman; Hiroshima, meu amor (Hiroshima Mon Amour), de Alain Resnais; O conformista (Il Conformista), de Bernardo Bertolucci; Mulheres Apaixonadas (Women in Love), de Ken Russel; Ana dos mil dias (Anne of the Thousand Days), de Charles Jarrot; Verão Assassino (L´étê Meutrier), de Jean Becker; e Platoon, de Oliver Stone.  
Compôs a trilha sonora de vários filmes do cineasta François Truffaut. A parceria começou em 1962 com o filme Jules e Jim (Jules et Jim). Em seguida trabalharam juntos em As Duas Inglesas e o Amor (Les Deux Anglaises et le Continent), de 1971; Uma Jovem tão Bela Quanto Eu (Une Belle Fille Comme Moi), de 1972; A Noite Americana (La Nuit Americaine), de 1973; O amor em fuga (L´amour en Fuite), de 1979; O Último Metrô (Le Dernier Métro) de 1980; A Mulher do Lado (La Femme d´a Cote), de1981; De Repente num Domingo (Vivement Dimanche!), de 1983.